# Il-214 (航空機)
2009年のMAKSに展示されたIl-214の模型
- 用途：多目的輸送機
- 製造者：統一航空機製造会社
- 運用者：ロシア空軍
- 初飛行：2023年（予定）
- 生産数：未定
- 生産開始：2026年（予定）
- 運用状況：開発中
- ユニットコスト：3500-4000万米ドル

Il-214は、多目的輸送機（MTA）として開発されている中規模の軍用輸送機でロシアの統一航空機製造会社(UAC)とインドのヒンドスタン航空機(HAL)の合弁事業で生産される予定である。両社ともそれぞれ約3億USドルを合弁事業に出資する。
通常の輸送用途だけでなく空挺兵の降下にも使用できる。2023年に初飛行、2026年に量産初号機が納入予定。

## 開発

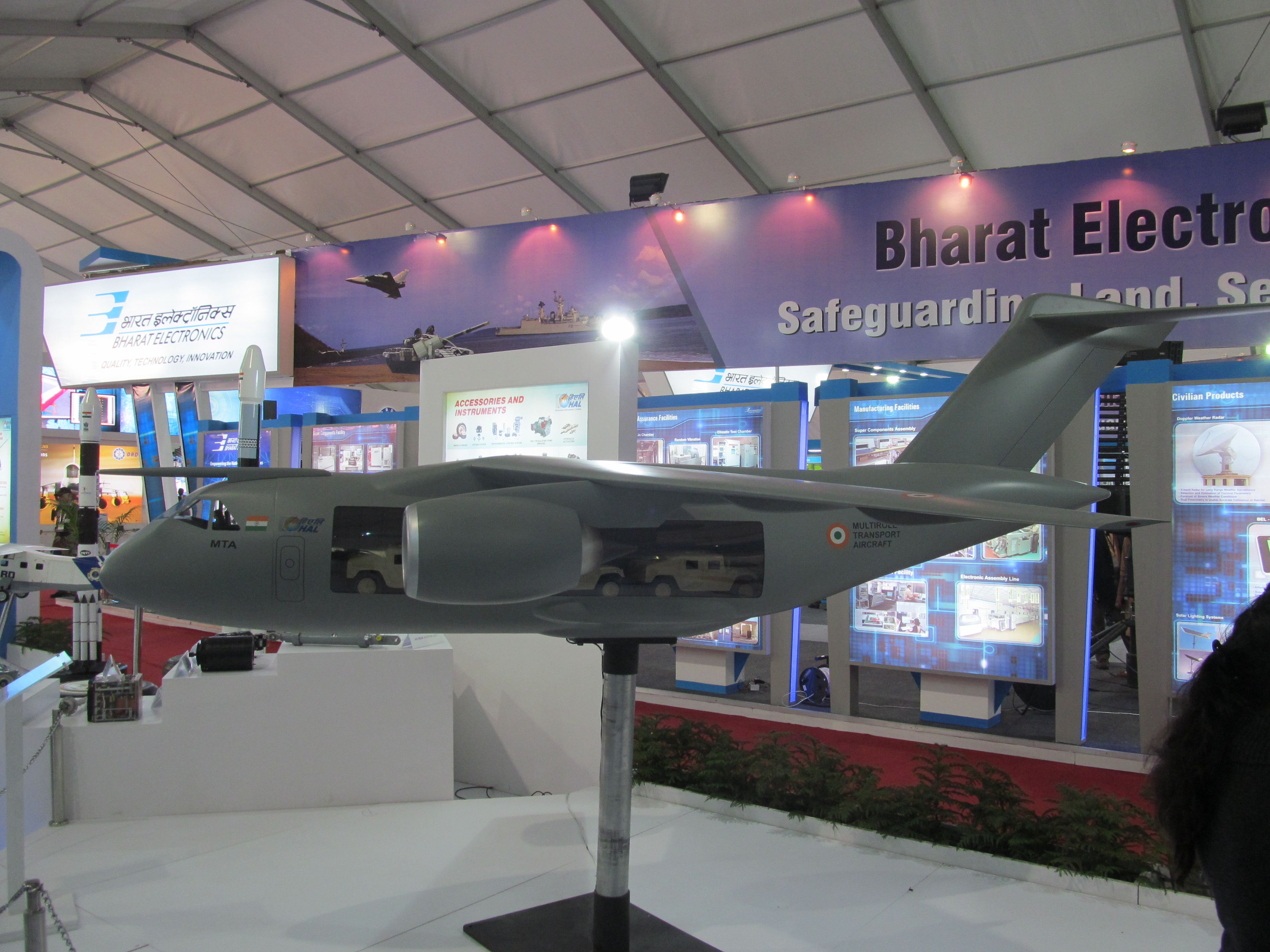
貨物室の内部

2009年10月にインドの国防相であるA.K. Antonyがロシアを公式訪問中に正式に共同開発が決まった。インドとロシアの両国の軍隊に向けて生産され、更に友好的な第三国への輸出も含めた契約文書が作成された。関係者によると、契約にはスピンオフによりバンガロールにあるHALの航空機研究・設計センターによって開発される100席クラスの民間航空機仕様も含まれる。インドではHALのカーンプルの輸送機部門で生産する予定である。
報道によると生産の分担割合は協議中であるとのことである。ロシアの統一航空機（UAC）とヒンドスタン航空機（HAL）は航空機を開発する為の子会社を設立中である。
2国間の正式な合意文書はモスクワで9月9日の協議で策定され、新会社の資本金は6億70万USドル（両国で折半出資）とされた。HALの会長でマネージング・ディレクター（CMD）のAshok Nayakによるとインドは45機、ロシアは105機を購入予定だという。輸出は民間仕様と軍用両方が予定され、さらに多数の生産が予定されていた。
2012年5月、ヒンドスタン航空機と統一航空機製造会社輸送機、ロシアのパートナーの三者との間でMTAの共同開発のための合弁会社である多目的輸送機株式会社設立のための契約を締結した。
2012年10月、HALはUACで予備設計契約を締結しモスクワで共同設計作業を開始すると定めた。この作業ではUACの技術者のほか30人のインド人技術者が設計にかかわるという。
2015年6月16日、ロシアUACはインドのHALに対して設計作業を急ぐよう求め、MTAにPS-90を搭載することで合意した。
2015年12月16日、エコノミクスタイムズはプロジェクトに関するインドとロシアの違いが広がっており、ナレンドラ・モディ首相が今月末にモスクワを訪問した際に、高いレベルでの介入が見込まれ、事態に巻き込まれる可能性が高いと報じた。インドの関係者によると主な競合点はエンジンで、インド空軍は新型機にFADECシステムを備えた新世代エンジンを主張しており、計画の遅れのためにPS-90の新しい派生型を先行させているロシアと対立しているという。ロシア側は、PS-90エンジンの新しい派生型は適切な性能を提供でき、FADECは必要ないと考えており、UACのユーリ・シュルサルは、FADECは後の段階でインド空軍が追加したもので必要な性能のためにはそのような必要ないとしている。一方インドの当局者は、MTAがほぼ30年間運用を継続するとすれば、PS-90は空軍の長期要件を満たすのに十分ではないと主張している。
2016年1月11日、イリューシンはインドとのMTA計画を凍結したことを発表した。基本設計は完了済みのため、イリューシンでは凍結後もロシアの顧客および輸出用として開発していくという。凍結に陥った原因としてはインドがロシア側の推すPD-14Mの性能に満足せずFADECを装備した完全新規開発のエンジンを搭載しかつ技術移転を望んだこと、ロシアの利害関係者間の内部競合、An-32の寿命延長があるとされている。
2016年6月27日、イリューシンは自社資金で開発を再開したことを発表した。またTsAGIは、PD-14とPS-90Aをそれぞれ搭載したモックアップの風洞試験を行うための準備を進めていることを明らかとした。PD-14については既に1年前より試験が行われているという。
2017年2月28日、HALの関係者はidrw.orgに対しMTAプログラムはほぼ公式に死亡していると述べた。拒否の主な理由は主にインド空軍が求めているPS-90A1のFADECの欠如に基づいていたが、PS-90A1が優れた保守性の記録を持っておらずインド空軍が新しいプラットフォームで同じエンジンを再び使用することを熱望していなかったのが主な理由であった。インドはロシアに対しPS-90に代わりCFM56やV2500の装備を求めたがロシアは販売後のサポートを失う恐れがあることから西側のエンジンをロシアのプラットホームに統合することに消極的であり、代わりにPS-90のコアエンジンをベースに開発したPD-14を量産型のMTAに提案した。エアロインディア2017においてロシア代表団はすぐにMTAの新しい提案で戻ってくるであろうと述べたが西側エンジンの搭載要求を認めるかは不透明である。
2017年3月17日、インドへ出張したデニス・マントゥロフ産業貿易大臣は軍用輸送機を確立するためのロシア・インドの共同プロジェクトが停止したと発表した。マントゥロフ大臣はこの5年間で当事者が計画を実現するために、将来的に有益であろう解決策を見つけることができなかったことと発言した。
2017年7月19日、UACのユーリ・シュルサル社長はLenta.ruの特派員に対してIl-214の主な顧客は軍隊だが、民間市場でも見通しがあると発言。続けてIl-214が確立された後にインドとのパートナーシップに戻ることも可能であるという希望を表明した。一方で同氏の意見によるとIl-214の主な潜在的顧客は、約60機を購入する軍隊であるであろうとし、テストは2024年から2025年に完了し、その後、国防省のニーズに合わせた航空機の配備が開始されるとした。
2017年10月20日、イズベスチアはMTAをベースとしたIl-276の調達をロシア航空宇宙軍の主要指揮官と協議していると報じた。特にIl-276の確率に向けた日程と計画についても議論されているという。同報道によれば軍の必要性は、少なくとも55機であることは明らかであるという。
2020年6月、ロシア国防省は、新たな中型軍用輸送機としてIl-276を選定したと発表した。

## 設計
機体は高翼式の主翼とT字尾翼を持ち、積載量は軍用も民間用も20t (44,000lb)、航続距離は2,500km、速度は870km/h。オプションで空中給油装置の設置も可能である。機内の大きさはIl-76と同規模だが全長は半分である。機内は与圧されており、兵士80名の輸送や医療機器の設置が可能である。カーゴランプは重量のある車輪付きの機器の搬出入を容易にするため12°の角度で地面に接地し、ランプは2,500kgの荷重に対応する。
乗員は機長、副操縦士、航法士の3名で、コックピットは6基の液晶多機能ディスプレイとヘッドアップディスプレイで構成される。またアビオニクスはオープンアーキテクチャに基づき、将来的な近代化や強化が考慮されている。
エンジンは2基のターボファンエンジンを搭載する。当初ロシアは未舗装滑走路への着陸のためターボプロップエンジンを搭載する意向であったが、インドとの折衝の結果ターボファンとなった。また、ターボファンについても当初PD-14Mを搭載するとしていたが、計画の高速化のため2015年にPS-90に変更された。2016年現在はPS-90Aが搭載されることとなっている。かつてはBR715やD-436も検討されていた。
現時点で派生型はないが、給油機型や電子妨害型なども構想されている。

## 運用

### 採用国
ロシア
ロシア空軍では105機を購入し、An-12、An-26、An-72、An-74を置き換える予定である。

### 中止
インド
インド空軍では、45機を購入しAn-32を置き換える予定であったが、計画の凍結によりグローバルな入札に切り替えるとされている。

## 仕様 (予定)

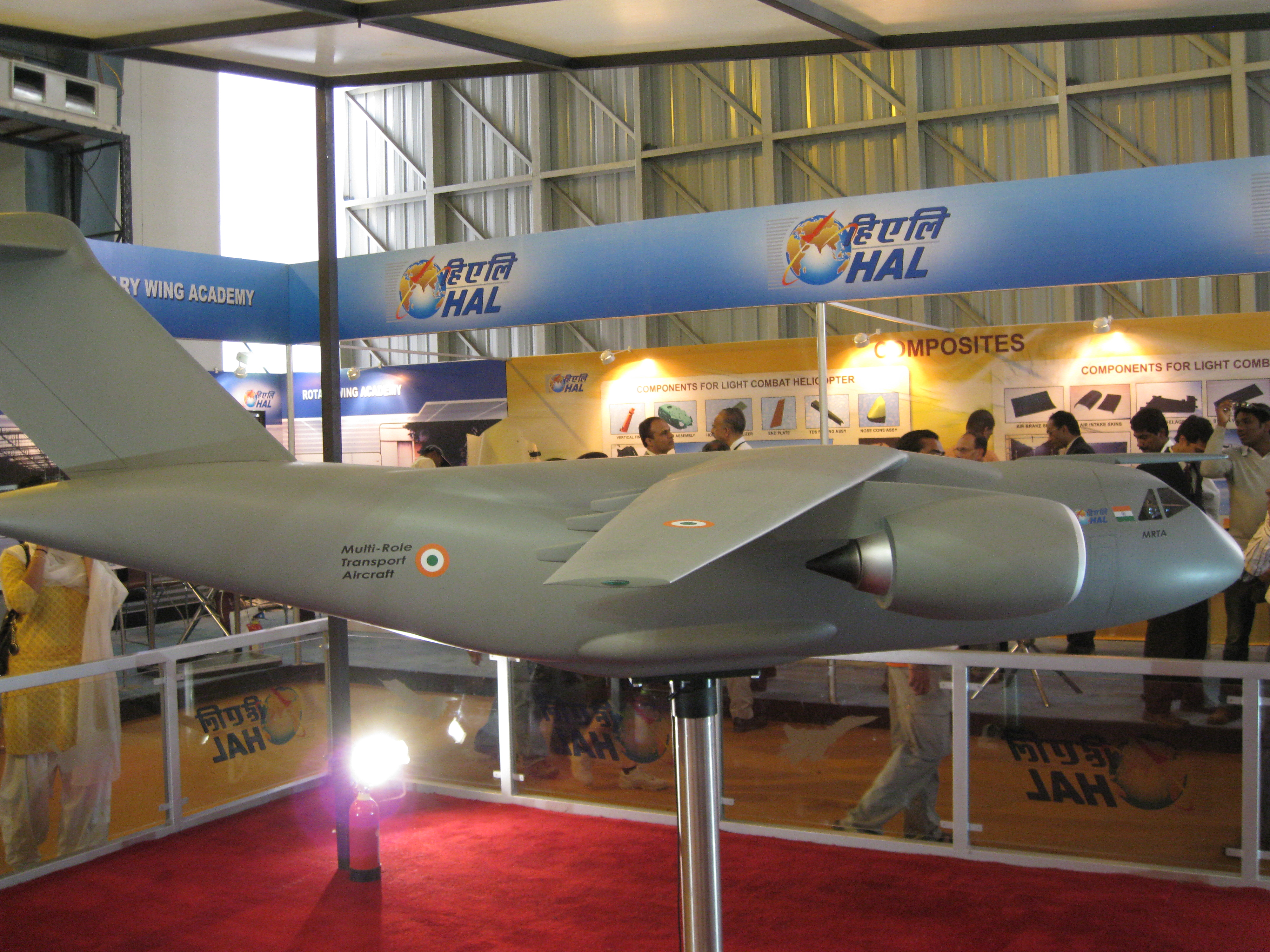
Il-214

出典: 
諸元
- 乗員: 3人
- 定員: 88から100人の空挺兵/乗客
- ペイロード: 20,000 kg （44,000 lb）
- 全長: 37.7 m （123 ft 8 in）
- 全高: 12.95 m （42 ft 6 in）
- 翼幅: 35.5 m（116 ft 6 in）
- 最大離陸重量: 68,000 kg （149,914 lb）
- 動力: アヴィアドヴィガーテリ PS-90A/PD-14M ターボファン、kN/152.98 kN （lbf/34,392 lbf）  × 2
- 燃料搭載量: 25,000 kg（55,000 lb）

性能
- 最大速度: 870 km/h （541 mph） 470 kn
- 巡航速度: 810 km/h （503 mph） 437 kn
- フェリー飛行時航続距離: 7,300 km （4,536 mi） 3,942 nmi
- 航続距離: 20トンの荷物を搭載して3,250 km （2,019 mi） 1,755 nmi
- 実用上昇限度: 13,100 m （42,979 ft）
- 離陸滑走距離: 1,050 m （3,440 ft）
- 着陸滑走距離: 1,050 m （3,440 ft）

|                  | C-2                                                    | A400M                                    | C-17                                | Y-20          | C-130J                              | KC-390                                                 | An-178                                     | Il-276                                    |
| ---------------- | ------------------------------------------------------ | ---------------------------------------- | ----------------------------------- | ------------- | ----------------------------------- | ------------------------------------------------------ | ------------------------------------------ | ----------------------------------------- |
| 画像             |                                                        |                                          |                                     |               |                                     |                                                        |                                            |                                           |
| 乗員             | 3名                                                    | 3-4名                                    | 2-4名                               | 3名           | 3-6名                               | 2名                                                    | 3名                                        | 2名                                       |
| 全長             | 43.9 m                                                 | 45.1 m                                   | 53.0 m                              | 47.0 m        | 29.79 m                             | 35.20 m                                                | 32.95 m                                    | 33.2 m                                    |
| 全幅             | 44.4 m                                                 | 42.4 m                                   | 51.8 m                              | 50.0 m        | 40.41 m                             | 35.05 m                                                | 28.84 m                                    | 30.1 m                                    |
| 全高             | 14.2 m                                                 | 14.7 m                                   | 16.8 m                              | 15.0 m        | 11.84 m                             | 11.84 m                                                | 10.14 m                                    | 10.0 m                                    |
| 空虚重量         | 69.0 t                                                 | 76.5 t                                   | 128.1 t                             | 100 t         | 34.25 t                             | 51 t                                                   | ―                                          | ―                                         |
| 基本離陸重量     | 120 t                                                  | ―                                        | 263 t                               | ―             | 70.305 t                            | ―                                                      | ―                                          | ―                                         |
| 最大離陸重量     | 141 t                                                  | 136.5 t                                  | 265.35 t                            | 220 t         | 79.38 t                             | 81.0 t                                                 | 51.0 t                                     | 68.0 t                                    |
| 最大積載量       | 32 t（2.5G） 36 t（2.25G）                             | 30 t（2.5G）                             | 77.519 t                            | 66 t          | 19.050 t                            | 26 t                                                   | 18.0 t                                     | 20.0 t                                    |
| 貨物室 （L×W×H） | 15.65×4.0×4.0m                                         | 17.71×4.0×3.85m                          | 26.83×5.49×3.76m                    | 20.0×4.0×4.0m | 16.76×3.02×2.74m                    | 18.5×3.4×3.0m                                          | 16.65×2.748×2.75m                          | ―                                         |
| 発動機           | CF6-80C2K1F×2                                          | TP400-D6×4                               | F117-PW-100×4                       | D-30KP-2×4    | AE2100-D3×4                         | V2500-E5×2                                             | D-436-148FM×2                              | PD-14M×2                                  |
| 発動機           | ターボファン                                           | ターボプロップ                           | ターボファン                        | ターボファン  | ターボプロップ                      | ターボファン                                           | ターボファン                               | ターボファン                              |
| 巡航速度         | マッハ0.81                                             | マッハ0.68-0.72 781 km/h （高度9,450 m） | マッハ0.74 830 km/h （高度8,530 m） | マッハ0.75    | マッハ0.59 671 km/h （高度6,700 m） | マッハ0.80 870 km/h                                    | マッハ0.77 825 km/h                        | マッハ0.75 810 km/h                       |
| 航続距離         | 0 t/9,800 km 20 t/7,600 km 30 t/5,700 km 36 t/4,500 km | 0 t/8,710 km 20 t/6,390 km 30 t/4,540 km | 0 t/9,815 km 72 t/4,630 km          | 0 t/7,500 km  | 0 t/6,445 km 16.3 t/3,150 km        | 0 t/6,241 km 14 t/5,019 km 23 t/2,722 km 26 t/2,000 km | 0 t/5,500 km 5.0 t/4,700km 18.0 t/1,000 km | 0 t/7,300 km 4.5 t/6,000 km 20 t/3,250 km |
| 最短離陸滑走距離 | 500 m                                                  | 770 m                                    | 1,000 m                             | 600 - 700 m   | 600 m                               | 1,100 m                                                | ―                                          | 1,050 m                                   |
| 生産数（-2023）  | 19                                                     | 119                                      | 279                                 | 68            | 500                                 | 9                                                      | 2                                          | 0                                         |
| 運用状況         | 現役                                                   | 現役                                     | 現役                                | 現役          | 現役                                | 現役                                                   | 実用試験中                                 | 開発中                                    |